# Entomobrya troglodytes
Entomobrya troglodytes är en urinsektsart som beskrevs av Christiansen 1958. Entomobrya troglodytes ingår i släktet Entomobrya och familjen brokhoppstjärtar. Inga underarter finns listade i Catalogue of Life.